# امنیت (فیلم)
امنیت (به انگلیسی: Security) یک فیلم سینمایی آمریکایی در ژانر تریلر و فیلم اکشن محصول سال ۲۰۱۷ به کارگردانی آلن دسروچرز است. در این فیلم آنتونیو باندراس، گابریلا رایت، بن کینگزلی و چاد لیندبرگ بازی می‌کنند.

## داستان
یک محافظ امنیتی سعی دارد از فردی بی‌گناه که قرار است در یک محاکمه به عنوان شاهد حاضر شود و همچنین تحت تعقیب یک گروه خلافکار هم می‌باشد، مراقبت کند اما

## بازیگران
- آنتونیو باندراس نقش ادواردو «ادی» دایکون[۱][۲]
- گابریلا رایت به عنوان روبی[۳]
- بن کینگزلی به عنوان چارلی
- لیام مک‌اینتایر به عنوان ونس
- شری واتسون به عنوان افسر بهزیستی
- کاترین دو لا روچا در نقش جیمی
- چاد لیندبرگ به عنوان میسون[۴]
- جیرو وانگ به عنوان جانی ژانگ وی
- کانگ لی به عنوان مردگان چشم

## تولید
فیلمبرداری اصلی فیلم از نوامبر ۲۰۱۵ در بلغارستان آغاز شد و در ۲۲ ژانویه ۲۰۱۶ پایان یافت. بودجه فیلم ۱۵ میلیون دلار بود.

## پخش
در تاریخ ۳ اکتبر ۲۰۱۷، این فیلم برای پخش فوری در نت‌فلیکس در کشورهای مختلف در دسترس قرار گرفت.

## انتقادها
در راتن تومیتوز، این فیلم براساس ۳۱۹ بازبینی جمعی ۳۴٪ رتبه تأیید را دارد.